# Edoardo Tofano
Edoardo Tofano (Napoli, 31 agosto 1838 – Roma, 1920) è stato un pittore italiano.

## Biografia
Fortemente influenzato nelle sue prime opere (fra cui La cabina di Lord Nelson, 1863 e La Monaca, 1864) dalla pittura di Domenico Morelli, dipinse quadri a soggetto storico, intrisi di romanticismo. Ispiratosi anche alla poetica introspettiva di Gioacchino Toma, si dedicò poi alla pittura di genereː il suo quadro Finalmente... soli fu esposto a una mostra della società Promotrice di belle arti di Napoli e poi al Salon di Parigi del 1878. Edoardo Tofano ottenne successo a Londra e a Parigi, dove si trasferì per molti anni, lavorando come ritrattista dell'alta borghesia. Visse gli ultimi anni della sua vita a Roma.
Alla Galleria dell'Accademia di belle arti di Napoli si conserva l'opera Per l'onomastico.